# 北平七五事件

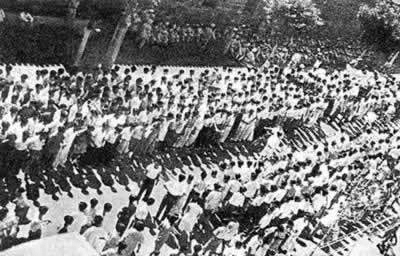
北平街头的示威队伍

北平七五事件，是民國三十七年（1948年）7月5日发生在北平市的一宗中国东北籍学生队伍遭中國青年軍隊員枪击的事件，造成学生严重伤亡，引发了中国各地的學生運動，學生失望之餘轉而支持共產黨。

## 历史

### 背景
1946年至1948年，北平市先后发生由中共發起的反美抗暴运动、反饥饿、反内战、反迫害运动、反美扶日运动等运动，以学潮为核心，波及社会各阶层。学潮成为北平市的各级党政军警宪特机构必须处理的棘手问题。秉承南京的中央意志的北平警备总司令部、憲兵、北平市党部、军统、中统等系统大致主张实行严惩；而非中央系的国民政府主席北平行辕主任李宗仁、北平市市长何思源、华北剿匪总司令部傅作义等则采取疏导办法，以避免流血冲突。国民政府主席北平行辕裁撤后，李宗仁于1948年5月当选中华民国副总统；市党部主委吴铸人因竞选监察委员也离开北平；何思源于1948年6月被免去北平市市长职务。此后，傅作义出任华北剿匪总司令部总司令，坐镇北平，陈继承任华北剿匪总司令部第一副总司令兼北平警备总司令，实际统帅在华北的中央军的2各兵团。傅作义与陈继承本有矛盾，所以在处理学潮的过程中开始出现傅作义与陈继承之间的争斗。中华民国副总统李宗仁当时因结束国民政府主席北平行辕事务而在北平。
1948年上半年，由于国军在第二次国共内战东北战场节节败退，特别是东北冬季攻势后，沈阳、长春的国军重兵集团被断绝了陆路交通，靠空运维持。1948年2月，为弥补兵源不足，当局企图把松花江以北五省的中学生3000余人组成的松北联中编入军队，当时该校学生住在洗劫后破败不堪的伪皇宫，在白菊小学（今长春市五中）教学楼上课；共产党地工人员孙亚明、刘育新得知后，发动联中和国立长春大学学生开展反抗斗争，提出的口号是：“反对强迫松北联中学生充当内战炮灰！”“青年们动员起来，反对内战，支援松北联中同学！”松北联中随国军南移。1948年2月间，原由杜聿明资助开办的沈阳私立东北中正大学首先停办，准备迁校。國立長白師範學院先由吉林市迁到抚顺，因抚顺也人心惶惶不能上课，中央陆军军官学校第三军官训练班也由抚顺迁沈阳市东大营，长白师范学院便继续南下到北平。国立沈阳医学院、國立長春大學先迁到锦州，不能上课，也来到北平。安东省立安东高级中学、安东省立初中、安东省立女子初中、辽东联合中学部分学生到沈阳组成安东联中，不能上课，也直奔北平。3、4月间，辽宁省立沈阳师范专科学校、东北中山中学、省立四中、女子文理学院、文会中学、私立辽宁医学院等公私立院校，纷纷迁向平津。1948年4月，当局下令将沈阳、长春的大专院校一律迁至北平。5月国立东北大学全体学生以3个月的公费买机票飞北平。5月私立东北中正大学迁到北平，代校长余协忠。到1948年7月间，来北平的东北学生已逾万人。政府宣称要在北平、天津成立教育部特设东北临时大学、临时中学。但因经费及校址等原因，政府宣称将成立的临大、临中未能兑现，东北学生入山海关“要读书，要生存”的愿望落空，一时间生活及就学问题均无法解决，他们便派出代表同北平市参议会交涉，但未获答复。锦州临大先修班400多人先占据怀仁堂廊下，后移广化寺。东大先修班先强住中南海长廊，后迁铁狮子胡同。存放灵枢的法源寺住了沈阳中学的150多人。私立大专院校和中学生多为三五成群陆陆续续零散到北平，代表去找北平市社会局，社会局局长温崇信不理睬他们，这些学生流落街头，或在火车站、城门楼、防空洞等处席地而卧，靠乞讨为食。辽宁旅平同乡会理事长王化一组织登记流亡学生，仅用2天时间就登记了食宿无着的8000余人。
抗战胜利后，中共华北中央局及其前身晋察冀中央局的城市工作部北平学生工作委员会系统的一些党员考上了在东北的大专院校就读，在北平因工作暴露呆不下去的北平学委委员宋汝棼和沈勃也暂时去沈阳等地，领导北平学委系统在东北各院校的地下党组织
在进步同学中发展党员，建立党的外围组织——中国进步青年同盟（简称“进青”）。1948年春当局搞迁校时，地下党员、进步同学展开了反迁校斗争，但未获成功，党员、盟员随学校进关。1948年9月中共华北局城工部的《北平“七五”惨案及“七九”大请愿》报告承认大多东北学生对于中共并不认同，“14年的殖民地奴隶生活培养出他们更强烈的国家观念，怀念祖国、热爱祖国———但这祖国是狭隘的，是指那曾兴盛一时的伪南京政府，正统思想在他们脑中占了相当的地位的”“许多同学因为家中是地主阶级，家庭利益受损，因此怀恨共产党”“一部分同学受到敌人片面的宣传，为敌人所蒙蔽，害怕共产党”，中共的组织动员多难深入东北学生，如“座谈会上东北同学发言很少”，中共只能自责“事前动员和准备工作做得不够”。并且北平中共学运组织对于东北学生亦未足够重视，“有很多人没有领会到东北同学工作的重要性”，“七五惨案突然发生，七九后一星期组织上才确定团结教育东北同学是暑假主要工作。思想酝酿不够，基干组织没有完全接受这个新的号召”。
1948年6月初，教育部委派侯敬敷抵平筹备临时中学。6月2日，在小石虎胡同蒙藏学校召开东北临大筹备委员会，委员有陈克孚（临大负责人）、刘树勋（东北大学校长）、徐诵明（国立沈阳医学院院长）、方永蒸（长白师院院长）、卞宗孟（辽宁省教育厅长）、王化一（辽宁旅平同乡会理事长）和其他院校的负责人共12人。加入临大的院校公立的有国立东北大学、国立长春大学、国立沈阳医学院、国立长白师范学院、辽宁省立沈阳师范专科学校、东北大学先修班、锦州临大先修班等7所院校，私立院校有私立东北中正大学、中大先修班、私立辽宁医学院（位于沈阳小河沿，1946年盛京医科大学改名，代理院长高文翰，1948年11月后改名辽宁医科大学，1949年6月并入中国医科大学）、私立沈阳辽东学院（1945年美术家、教育家徐延年在沈阳创办私立辽宁艺术专科学校，1946年教育部备案后改现名，设中文、西文、新闻、法律、政治、经济、国画、西画和体育等9个教学系）、渤海大学、女子文理学院、河北商学院等7所院校。关键是经费、校址都无着落，什么也办不起来。
由于国民政府对于战后东北地区实行独立的货币暨东北九省流通券，随着东北战局急速恶化，国统区仅限于沈阳、长春和锦州几座大中城市，流通券通货膨胀的程度更甚于法币，华北当局为避免流通券的大量输入恶化华北金融，6月28日强行停止了流通券与法币的汇兑，东北来平学生所持流通券成为废纸。
6月30日，教育部高教司长英千里与华北剿总司令傅作义对东北来平学生之处理取得协议。1948年7月3日北平市参议会在议长许惠东的主持下召开第三次大会通过第一百十四号议案《救济来平东北学生紧急办法》：
第一项：“本会已电请中央，对已到平之东北学生，不论公立私立学校，凡有确实学籍及身份证明者，应请傅总司令（即傅作义）设法予以严格军事训练。在训练期间，予以士兵衣食待遇，并切实考察其背景、身份、学历等……确有学籍及思想纯正之学生，暂时按其程度分发东北临大或各大学中学借读，俟东北稳定时，仍令回籍读书。其身份不明、思想背谬者，予以管训。不合者，即拨入军队入伍服兵役，期满退伍。”

第二项：“电请中央停发东北各国立公立学校之经费及学生公费，全部汇交傅总司令，会同省政府审核发放贴补东北来平学生费用，或改汇东北临大，作为经费。东北各校一律暂行停办，以免其一面派遣学生进关，一便另招新生，并套取经费公费”。

第三项：“东北国立公立学校停办，停发经费，令教职员一律进关，以原薪（按平津指数）在学生军训班或东北临大工作。”
“这项提案通过后，尚未提交市政府和剿总，丁履进因为是国民党中央通讯社北平分社社长，即将提案的内容及市参议会通过情况，当做新闻发表了。”7月4日北平各报刊登了这一议案全文。配合该议案，北平市教育局长王季高发表谈话，指出设立临大、临中，收纳学生最高限额不超过千人，只占东北来平学生的十一分之一。7月4日下午19时，在平流亡的东北16个院校的学生代表汇聚长白师院住址开会，认为北平市参议会议长许惠东旨在停发东北流亡学生的公费，欲将学生集中军事训练送去当兵，投入内战前线，感到十分愤怒，联合决定次日清晨举行大规模示威游行。

### 7月5日经过

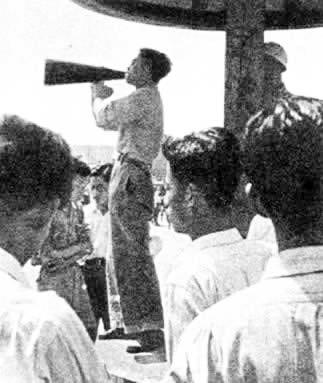
学生们在北平东华门十字路口作宣传

1948年7月5日早8时，各校的学生在地安门集合，以八列纵队向西长安街北平市参议会门前（西长安街路南，新华门东斜对过三层灰楼）进发，学生队伍沿途贴标语，高呼“反对参议会的非法决议”、“取消陷害东北学生的议案” 、“我们要饭吃要书读” 、“誓死不当炮灰” 、“东北教育不容摧残” 、“反对摧残东北青年”等口号。学生们抵达北平市参议会门前时，参议会大门紧闭，周围布满宪兵警察，大门内有大批警蔡、宪兵守卫。学生派代表与警察交涉，要求见参议长许惠东。学生们坐在门前地上唱连夜谱写的《打垮参议会之歌》。学生们高呼“打倒参议会”，潮水似向警察人墙和铁门冲去，冲垮大门，一拥而入。警察、宪兵未能阻挡住来势凶猛的人群。学生冲上楼去，发现除少数工作人员外，找不到任何参议员。气愤之下，用砖、石及木棍等捣毁参议会办公室内的一些桌椅，撕毁公文。国立长白师范学院体育系学生通过叠罗汉爬到大门高处，用石头和木棒将参议会横匾“北平市参议会”和下款“许惠东题”，尽数敲掉，用用油漆改写为“北平市土豪劣绅会”八个大字。在门旁两柱上书写对联一副，上联是“假民主作反动是群什么东西”，下联为“倾青年毁教育作全民族公敌”，横批“三老四少议事厅”。学生代表们提出要北平市参议会议长许惠东当面向学生赔礼道歉，但遭到拒绝。
傅作义反对学生游行，但希望避免冲突。游行当日，傅作义“严令凡接近学生者，一律徒手，各级警宪官长，亦一再申戒不许流血，更无任何人下达开枪命令。警宪人员，自晨至暮，始终以打不还手，骂不还口之容忍精神，在十一小时之长时间中，忍饥忍饿，维护公共治安，虽学生行动激越，幸未发生任何意外。”北平军警宪闻讯先后赶到阻拦，宪兵团长梅庆岚更是独夫当门。随着学生中“打这个大肚子上校”的一声号召，梅头部受棍伤，眼镜被摔碎。
上午10点多钟，学生们来到天安门前。11时左右，北平市学联、华北学联写来慰问信，北大、清华等院校学生自治会派人送来一幅“要自由，争生存”的大旗，以表达对东北学生的声援。学生们深受鼓舞。学生们即到北长街李宗仁私邸请愿。临近中午，由15个院校组成的主席团商谈后决定，到北长街李宗仁副总统寓所请愿。这时先后到达的学生有6000余人。李宗仁的顾问甘介侯和秘书黄雪村出来接见，说李不在家，请代表交书面请愿书由他们转呈。代表们坚决要求见李宗仁，他们打电话给李，等了许久，李宗仁步行归来，出来接见，学生鼓掌欢迎。代表们向李提出三条要求：撤销参议会议案，并向东北同学道歉；彻底解决东北学生食住问题；解决读书问题，立即成立临大、临中，无条件地收容东北来平学生。李宗仁原则上表示同情，谈到具体问题时说自己“有职无权”，并说参议会是民意机关，他无权过问。关于东北学生食宿问题，他说可与傅作义商量，从自卫特捐中拨款成立。临大、临中问题，他可转告教育部从速处理。当代表宣布请愿活动圆满结束时，立即引起学生们的不满，纷纷要求找许惠东讲理，于是整队向东交民巷一号许惠东住宅进发。队伍到达东交民巷已是下午三点多钟。但见东交民巷一号绿色大门已经紧闭，华北剿匪总司令部副司令兼北平警备司令陈继承调动大批宪兵和警察，阻止学生进入。院内军警宪戒备森严。激愤的学生高喊“叫许惠东出来”，“要参议会撤销议案”，不顾一切地涌向大门，把门外的军警冲散了，又向大门里猛冲，有的跳越短墙，把围墙东南角拆开一个缺口，学生们奋不顾身攀登缺口，拆掉墙砖当作武器，砖棒交加，喊声震天。绿色大门终被撞破，一部分学生冲入院内。院内宪兵向头上鸣枪恫吓，宪兵和警察使用木棍、枪托将学生们驱逐出大门。此后双方对峙了不长时间，秩序趋于平静。学生退出院子，坐在门外。王鸿韶（原国民政府主席北平行辕参谋长）叫学生派出代表谈判。代表们继续交涉，但一直不见许惠东出来。下午五时许，北平市警察局副局长白世维出来说：已接到北平警备司令部陈继承司令命令，今晚七时全城戒严，在戒严时间再有请愿游行者，要以戒严法当街处理，你们不要以身试法，赶快回去吧，所有要求明天答复。学生代表们考虑情缘学生一天水米未进，说明这些情况，准备宣布整理队伍撤离东交民巷返回住地。这时已是下午六时。谈判期间，尽管傅作义下达了该指令，但陈继承认为事态十分严重，故通过电话请傅作义派军队警备，傅作义指示“士兵不准带枪，更不许打学生”。陈继承自北平西苑调来青年军第208师搜索营营长赵昌言率领两个连及4辆装甲车来到东郊民巷，驻守在许宅门前东西侧，把学生分割成两段，东部在牌楼以外，西部在许宅门西相距约六七十米远。四辆装甲车也分别停在许宅门前和门西。青年军士兵架设机枪，装上刺刀，摆出射击姿势。学生们知道代表正在谈判，见此情景十分气愤，但为了避免冲突，仍都坐在地上等候谈判消息。谈判双方在会客室内，都不知道外面的情况。外面的学生见代表走出院门，一时间欢声雷动，涌向门口打听谈判消息，青年军士兵阻止不住，当即开枪射击学生。学生们连忙就地卧倒。第一次枪击持续约六分钟。当学生们爬起来抢救死伤同学时，青年军又向学生们第二轮射击，又有一批学生倒在血泊之中。两次枪击持续约十分钟。直到王鸿韶派人专门通知，才制止了青年军射击。 
青年军匆忙撤走。学生队伍这时也较为混乱，除了少数人留下救死扶伤以外，其他人都撤回住地。枪击结束后，当局开来卡车把尸体拉走，有的受伤未死的也被扔到车上拉走，把血迹用消防车放水冲掉，禁止群众靠近现场。现场死伤的确实数目难以知晓。加上东北来平学生居住分散，流动性大，所以一直无法查清死伤人数。当时说死18人，当局只承认死了9人，重伤38人，轻伤100余人。北平地检处连夜赶至现场检验，至次日凌晨验毕。中正先修班学生徐国昌，长白师院学生朴鸿勋与贺守志、孙德罄、吴肇泰等5人，以及送入医院不治而亡的一个不知名学生，均系中弹而亡。地检处又分赴同仁医院、北平医院检验已死伤学生李福维等及内七分局受伤员警张乃仁等共16人。
监察院派来“七·五”事件调查组，在调查报告中称“计当场在东部牌楼以北便道上死学生吴启(肇)泰、韩德林两名，马路左侧靠便道死孙德馨一名。在各医院因伤身死者计杨云龙、卜鸿勋、李福维、徐国吕、贺守志等五人，外死市民张凤岭一名。”以上死的8名学生，被宪兵秘密埋在西苑东北义园内。

### 结果及影响
7月5日当天下午七时，北平全城戒严，东北学生各住所也被军、警、宪、特包围，不许进出。
7月6日晨，大批军警闯进东北学生各住地大搜查，捕去学生37人，称这些同学是“冒充学生”、“反动有据”。当晚陈继承电蒋介石，“昨暴动事件查悉非东北学生参加亦多，除当场拘捕三人外，并于今晨四时分至东北学生宿舍十处实行临时检查，至九时检查完毕，查出非学生即此次暴行首要及嫌疑分子三十七名，带部讯明，其中十六名情节重要，拟依法惩办，余拟管训后保释。”陈继承主张打击“反动学生”，“查清东北学生时所捕反动学生三十七名，其中七名系五日暴行代表及主持人，已移送特种刑庭，另五名查照本非学生而混迹学生中，显系由罪嫌，决依军法严办，余情节较轻均分交各院校领回，现已无学生在押。”
7月6日，中共北平学委召集东北院校中的地下党负责人紧急会议，听取汇报，了解情况，分析形势，研究对策，确定这次斗争的目的主要是揭露当局的暴行，争取社会舆论的支持，进一步孤立国民党当局，同时进一步促使东北来平学生的觉醒，引导他们参加到民主运动行列中来；决定在党的领导下组织声势浩大的示威、请愿、游行，使悲观消沉的东北学生振作起来，使复仇冒险的东北学生得到正确的引导；最后决定请愿示威于7月9日举行并对请愿做了具体部署；还要求东北各院校地下党立即开展工作，尽快掌握学生自治会的领导权，要求东北各校首先大造声势，大摆灵堂，大搞追悼活动，大力向社会宣传“七·五”血案真相。7月6日，华北学联在北大沙滩北楼召开紧急会议，分析形势，认为屠杀东北学生在北平造成白色恐怖，将北平学运镇压下去，因此必须行动起来支援东北学生；当局已犯了杀人大错，激起各界、尤其是东北上层人士的反对，未必敢再来一次大屠杀；时逢暑期，学生分散，有些太“红”的党员、盟员和进步同学撤到解放区，学委地下党领导力量与群众力量都薄弱很多， 但有东北万名同学的浩大群众队伍，和东北同学团结在一起，利用当局内部矛盾，注意斗争策略，学联会决定成立“北平八院校学生抗议‘七·五’血案后援会” （简称“后援会”） 。次日天津、唐山各院校也要求参加，改名“华北十三院校学生抗议‘七·五’惨案后援会”。华北学联还决定把屠杀东北学生一案通电全国学联和世界学联。在北平学委指示之前，学联先以“后援会”名义发动各院校同学开展节食募捐、集体慰问东北学生和访问教授的工作。7月6日，东北各院校学生代表在铁狮子胡同东大院内开会，成立“在平东北同学抗议‘七·五’血案联合会”（简称“血联”），22所东北院校的代表出席，会上推举私立东北中正大学负责宣传；“血联”组织若干控诉小组，到华北各院校进行串联、控诉，揭发枪杀东北学生情况。 7月6日，北大各院系同学立即开展慰问、访问及募捐衣物、面粉、书籍的活动，北大进步的群众文艺组织“艺联”访问慰问了中正大学、锦大先修班、长白师范学院、正大先修班、临中等院校。7月6日清华大学学生代表会常驻会召开系级代表会、干事会，讨论支援东北同学事宜，当晚召开各系同学的晚叙会，邀请东北同学报告惨案经过；次日学生自治会组织了120人参加的慰问团，分四队进城到东北学生各住处慰问，在中正大学宣读慰问信时双方同学哭做一团；慰问团将8000万元法币慰问款交给东北同学，还到绒线胡同最困难的东北流亡中学生住处慰问；7月8日清华又组织宣传队和慰问队240人进城宣慰东北同学，并将几天捐款4亿多元分送东北学生。7月6日燕京大学就派人进城打听消息，因军警宪特封锁包围了东北学生住地，未能接触到东北学生，燕大学生自治会把从北平各院校处得到的消息公布出来，各系会贴出海报抗议“七·五”惨案，立即开展募捐工作支援慰问东北同学；7月7日晚，燕京大学和清华大学在清华园内举行了“纪念‘七·七’声援‘七·五’惨案控诉大会”，清华500多人、燕大100多人参加了大会，会上举行了追悼仪式，并请东北同学到会报告惨案经过。北平师范学院、中法大学、朝阳学院、輔仁大學、华北文法学院等在平大专院校的学生组织也在7月5日当夜或次日自发行动起来成立七五惨案后援会，开展宣称、募捐活动。
7月7日，傅作义出来在傅系报纸《平明日报》发表声明称“游行的行动实在越出常轨，不料竟为阴谋分子劫持利用，希望了解真相，不使事态扩大。”北平新上任的市长刘瑶章和北平警备司令陈继承尾随其后发表联合声明称“对于来平东北学生至表同情，惟受职业学生蛊惑不胜惋惜”。
7月8日午后5时，东北学生代表七人往西郊面见总司令傅作义。傅接见了学生，为此不幸事件的发生深表遗憾，当即泪如雨下，学生代表也随之一齐呜咽。会客室内顿为伤感空气所充溢，情绪紧迫异常。学生代表陈述之后，傅说，这件事太不幸了，太痛心了！我接到报告后，一夜睡不着，你说我们……说至此处，不禁潸然泪下。几分钟的唏嘘后，他竟哽咽着说不出话。学生也有多人不住地擦眼泪。傅作义殷切安慰一番，最后说：“死的同学已经棺殓埋葬，还要立碑。受伤的同学在医院要有很好的治疗。我关心他们和自己的弟兄一样。至于有嫌疑的被捕同学，一部分已经问明释放，一部分还有问题需要再问。我认为学生基本上总是纯洁的，而行为上有时却不免在不知不觉中被人利用。”稍后，傅作义派代表携带水果、牛奶、饼干等慰问品，赴医院看望负伤同学。同时派代表慰问负伤警宪，送去慰劳金。
7月9日上午8时前，东北各大中院校16个单位和北平9所院校学生1.05万人整队集结在北大民主广场举行“东北华北各院校反剿民反屠杀要读书大请愿”大会。 总主席团下设主席团和预备主席团，由各校一人组成，另有请愿代表10人（东北、华北各5人），总领导3人。此外，还有各校主席团和领队，指挥各校队伍。9时许宣布大会主席团临时决定：先到李宗仁副总统处请愿，回来后再在民主广场召开追悼控诉大会，全体同学热烈鼓掌表示赞同。请愿游行队伍排成四路纵队，由经验比较丰富的清华大学以“反剿民 要活命”巨幅横标为 前导领头，北京大学殿后，东北和华北各院校相间排列；游行队伍两边由学生纠察队保护，北大医学院同学组成救护队，扛着担架、背着药包伴随。请愿游行队伍走出校门，在沙滩拐角处遇上了警察和由社会人士组成的“铲共先锋队”组成的封锁线，被清华学生冲散。主席团为不发生事故，必须争取时间，尽早赶到李宗仁公馆才比较安全，决定整个队伍急步小跑，不到一小时于上午10时到达北长街李宗仁公馆门前，这时马路两侧已有三百名警察排在那里，李宗仁公馆大门由宪兵挽臂并列堵住门口。领头开道的清华同学在北长街南口停下来，断后的北大同学在北长街北口停下来，整个队伍在北长街马路东西两侧休息，马路中间留有人行空隙。开始对死难东北同学祭悼，由其同学捧着遗像、花圈和挽联在北长街走过，整个队伍行哀礼。请愿历时近三个小时，队伍秩序井然，警宪均徒手保护并未发生冲突。游行大队派10名代表晋谒李宗仁请愿，提交《东北、华北学生为‘七·五’惨案死难同学伸冤，反剿民暴行向李副总统请愿书》，请愿内容共8项要求：
1. 严惩凶手
2. 交还死亡同学尸体 由同学自行安葬
3. 解除对受伤同学之封锁，赔偿一切损失
4. 立即释放被捕同学
5. 立即撤销戒严令，以后不得滥发此种命令
6. 立即解除对华北、东北各院校之封锁
7. 立即成立临大，收容所有东北公私立大学生，并给予公费待遇
8. 立即成立临中，收容所有东北、华北之中学生并予以公费待遇

李宗仁接见了三批学生请愿代表，表示：“自己有职无权，只能尽量帮忙，向地方及中央转达。”
第一次请愿无具体结果。李宗仁对代表说关于此次血案事先毫无所知，事后也无人报告，我虽是副总统，管不了什么，有职无权，对同学表示同情，说凶手问题必须追究，此问题解决了，其他问题解决也有办法了，对学生代表说，立即写信给地方当局调查真凶，严惩杀人凶手。如地方当局不调查，则再写信给中央调查。查出真凶后，其他一切问题都可解决；并表示其他各项要求可转呈中央或转达地方有关机关。这时李宗仁的政治顾问甘介侯在旁说凶手是陳繼承不是傅作义。因请愿无具体结果，代表许久没有出来，又派第二批代表进去请愿，但仍得不到具体答复。李宗仁对请愿代表人数过多表示不满，认为是对他进行示威施压，最后他建议可成立善后委员会，请各方人士参加，他可负责找政府负责人，再由同学聘请社会名流如胡适等及东北国大代表、立法委员、监察委员，再加上同学代表共同组成。二次请愿除组建善后委员会这一建议外仍无具体结果，时间己快12点，同学们已暴晒了近3个小时，这时有两个清华同学高举一张海报，上面写着街面动态：“第二批清华、燕京同学进城被阻于西直门外”“全市十二时戒严”“警惕装甲车开到北长街南口，枪口正对着我们”。一时空气紧张。参加游行指挥的地下党和学联干部经紧急商量，宣布立即派代表第三次向李宗仁请愿，并劝说同学们要沉着冷静听从指挥。第三次请愿代表只向李宗仁提出立即释放被移交特刑庭的7名东北同学、立即撤走装甲车，并向李宗仁声明，今天如发生血案，当局负完全责任。李宗仁答复“东北学生如无罪，即令释放，如有罪证，移交法院”并电令青年军208师不要进城，当即给陈继承打电话令其将北长街上的4辆装甲车撤回。对方回话说，现在全城已经戒严。李宗仁答称，我这里不必用装甲车戒严，我不怕！不久装甲车撤走。代表团将请愿结果告诉大家，主席团认为原定部分目的已经达到，全体学生准备返回北大民主广场，举行“七五”惨案被难同学追悼控诉大会。在返回路线上，学生代表和北平市警察局副局长白世维发生争执，最后达成折衷方案：队伍出南长街经天安门进南池子、北池子回民主广场。警察局提出要由警察开路，沿途不得喊口号。同学代表口头答应了。12时半，整队出发回到民主广场。主席团宣布休息、吃午饭，下午五时开追悼控诉大会。东北同学没有饭吃，北大同学和华北其他院校同学将自己的饭匀出送给东北同学吃。追悼大会上，大会主席团宣布成立“东北、华北学生抗议‘七·五’血案联合会”（简称“抗联”），宣读“抗联”成立宣言。7月9日当天中午，第二批清华大学300多同学、燕京大学70多同学进城声援请愿队伍被阻于西直门外，遭“人民服务大队”的砂石砸打，边砸边喊“打倒职业学生”，致使11名同学被砸伤，4名清华男同学、1名燕京女同学重伤，被护送坐校车回燕京大学治疗；主席团研究认为，时间再拖长会有更大损失，决定马上返校，“人民服务大队”提出必须缴出大旗、小旗、宣传品才能离开返校，主席团再三交涉最后交出小旗、宣传品，保存大旗，乘车和步行返校，路过海淀镇时，又被“人民服务大队”拦截、大喊“打倒坏学生”“欢迎奸匪学生自首”，时天降大雨，同学们高唱“跌倒算什么”歌曲冲破拦截，午夜十二点多才到校门口。
7月10日，中央社报道所的谓的东北十院校代表的声明，称“不幸九日，又有所谓北平各院校学生大游行事件发生。此一事件，与东北各院校学生绝无关系。 ”当天下午，“东北学生抗议‘七·五’血案联合会”发表紧急文告，郑重否认中央社的声明，号召东北同学提高警惕，“粉碎一切离间东北、华北学生团结的诡计。”
7月10日上午11 时， 10名东北各院校教授赴西郊谒见傅作义，认为“事情已经错了，不能再错下去，当局要站在东北人的立场，集中解决问题的焦点”，表达了三点意见，希望他不要因七五事件而对东北学生发生误会。记者问及傅作义对学生游行请愿的意见，傅说没什么意见，搞政治的人就要准备挨骂，搞政治的人根本就不能没有牺牲。挨骂我不怕，牺牲我也不怕。
抵平办理善后的教育部次长田培林7月10日召开记者招待会，表示成立东北临大、临中事宜正积极进行中，希望能于9月初正式成立，校舍已请傅总司令设法筹措。谈及东北学生时，田氏称可分为四种：一是国立各院校学生；二是省立各院校及私立立案各院校学生，以上二者均可入临大；三是私立即尚未立案院校学生；四是中学已毕业仍未考入大学者。以上二者拟成立补习班，先行补习，而后举行甄试，再入临大。记者问及七五事件死难学生如何处理，田氏称死难学生之处理不是教育问题，这事可依法办理，教育部只管学生念书。最后，田氏慨叹道：“这年头做官最倒霉。民主时代今天立法院问你，明天监察院问你，后天国大会议问你。尤其是做教育的行政官最倒霉。我做学生的时候是教员管学生，我当教员的时候是学生管教员；我做老百姓的时候是官欺负百姓，我做官的时候老百姓管官了。倒霉的事都叫我赶上了！”
7月12日，“民众清共先锋队”等社会团体包围北大、清华、燕京、师院4所学校，闯入清华大学南院，捣毁部分教师住宅，在海淀街上殴打清华副教授夏翔。7月12日，北平各大学教师左宗纶、朱自清、李广田、黄国璋、馬堅、鲁宝重、李长之、袁翰青、张东荪、张奚若、张申府、张伯驹、金岳霖、梁思成、邓以蛰、傅汉思（外籍）、許德珩、费青、傅铜、杜庚、章友江、吴晗等404人签名在《大公报》上发表《“七·五”事件抗议书》。7月12日沈阳大中学生4万余人“以悲愤激昂之情绪，在市体育馆追悼七五在平殉难之同学”，同日东北各省市县参议会举行紧急联席会议，议约“一、向蒋总统等拍电要求追究惩办肇事者责任者，安葬死难学生，抚恤死亡家族，治疗负伤学生，彻底解决入关学生就学办法，释放被捕学生; 二、组织赴平慰问团，由省级参议会暨农工商交律师宗教妇女等单位各派代表一人，于日内飞平慰问; 三、募集救济金”。马占山、萬福麟、张振鹭(东北行辕政务委员兼敌伪产业处理局局长)、王家桢开座谈会，“对七五惨案至表愤慨，会中决定派员携卫总司令所拨一亿元流通券，定十三日飞平慰问，并办理善后事宜”。
7月13日在南京的东北籍立委四十余人举行谈话会，“商讨流平东北学生七五事件之善后问题，并决定推派代表于午后谒翁院长，商讨具体办法”。7月15日沈阳市参议会致电北平市政府“查东北与华北休戚相关，患难与共，入关学生纯非得已，此次七五流血事件，消息传来群情激愤，除电请华北剿匪总司令部傅总司令，彻查并严惩祸首外，尚请贵府将肇事经过及事后处理情形，速赐电复”。7月23日沈阳各界人士成立常态化组织—“七五后援会”，该会常委、各单位委员百余人，由果端华任主席，议决“以事件发生已逾半月，政府迄无惩凶表示，如至七月三十一日仍无圆满解决办法，即于八月一日罢工罢市罢教罢课，并撤回东北籍国大立监委与在各地官吏，撤退华北之东北学生，拒绝使用流通券，表示抗议到底”；当日直电总统蒋介石、行政院长翁文灏等，认为“七五惨案造成国家之奇耻大辱，中外震骇，群情激愤”，以最后通牒形式要求“政府立即采取下列措施，(一) 造意犯许惠东、北平市警备总司令陳繼承、208师师长段澐及指挥开枪军警罪大恶极，应即分别处以极刑。(二) 立即准许流通券入关行使，不得加以任何限制。以上两项为东北全体民众最低限度之要求，否则是政府遗弃东北民众而东北民众实无负于政府，狂澜涌波，危堤待溃，一切后果应由政府负之，临电不胜迫切，待命之至”。7月28日沈阳各界大游行，除学生教员外，
有辽省参议会、党部、市参议会、东北电力局等约 2 万余人; 并且在大游行时有中长路员工数千向东北剿匪总部请愿，似为配合行动; 同时各工会已在联合准备罢工，东北在乡军官为此事同情召集会议，东北公务人员决定于8月1日召集大会商议罢工。7月31日卫立煌派参谋长赵家骧及东北政务委员高惜冰、马占山等召集东北后援会常委及各单位代表，郑重承诺“保证政府圆满解决七五惨案”，并约定“如政府不能依照本会要求办理时”，准许后援会于8月19日依照既定计划，采取最后行动，危机遂得以暂时度过。
七五惨案震惊了全中国，遭到舆论强烈谴责，北平市各校的学生极为愤怒，纷纷游行表示抗议，要求惩办凶手，外地的学生也纷纷声援，学生运动一时在各地蜂起。惨案发生后，东北旅平人士组织「七·五」慘案後援會，王化一被推为主席，东北学生成立抗议七五血案联合会，提出偿还血债的八项要求：一、立即释放被捕同学与受伤同学；二、立即交还死亡同学尸体；三、要求政府完全担负伤亡同学医药及治丧费用；四、追究肇事凶手并依法处以死刑；五、保障今后不再发生类似事件；六、要求政府拒绝北平市参议会建议对东北入关学生处理办法议决案；七、立即解决东北入关学生教育问题；八、要求政府在第七项问题未完全解决前，负责东北入关各省立院校食宿问题。1948年7月8日东北旅平联谊会及东北旅平同乡会在奉天会馆举行新闻招待会，指斥“市参议会的态度有问题”，“当局歧视东北学生”，“希望东北同乡从此能永远团结在一起，这件惨案一定要弄个水落石出”。
7月8日下午，中共华北中央局城市工作部北平学生工作委员会将7月9日举行大规模学生请愿游行示威行动的决定传达到各学校地下党组织。7月8日下午华北学联开会，决定9日集中先在北大民主广场开追悼大会，能否请愿看当场情况再定。根据北平学委的指示精神，学联会上确定行动中心口号是“反剿民，要活命”，并向当局提出惩办凶手、保障人权、抚恤死难同学、解决东北入关同学的生活和学习等要求；斗争要适可而止，要有节制，矛头对准蒋介石及其中央嫡系，不提“枪毙某某”等过左口号；会上确定北大、清华、燕京三校负责筹备工作，北大负责联络通知东北及华北各校，清华负责宣传，拟定口号、标语，燕京大学担任大会主席。
8月1日国防部秦德纯次长奉派飞平调查“七五”惨案，声称“要从各方面去调查，如东北在平国代、立监委、市政府、军事当局，要兼听则明，作多方分析，多方检讨，要明了原因、经过及责任。”同时监察院亦派胡文晖、谷凤翔二委员于8月2日飞平调查是案。“七五”惨案责任的追究至此方开始。秦德纯来平后，“八面玲珑，谁也不肯得罪，不了了之”。胡文晖、谷凤翔于8月26日发表监察院调查报告，认为陈继承“未能遵照傅总司令指示，调用战斗部队青年军，弹压学潮已属不当，以部队与学生双方之情绪，随时均有发生事端之可能”“实有措置失当之责任”，第208师搜索营营长赵昌言负有“纵属杀人之法律责任”，北平市警察局副局长白世维则“不无处置疏忽，指挥无方失职之处”。监察院28日将调查报告全文刊登于《中央日报》《申报》等全国各大报刊，并公布处理意见：“北平警备司令陈继承、青年军第208师搜索营营长赵昌言暨北平市警察局副局长白世维等，对于七五事件处置显有处置失当及纵属杀人情事，依法提案纠举，移送行政院办理。至208师搜索营营长赵昌言纵属杀人部分，并请交军法审判，以明责任而慰舆情”。即便如此，该提案仍被“束之高阁，并无下文”。陈继承是该案首要责任人，但“陈是蒋介石安插在华北的太上皇，权势很大，傅作义对此很气愤，便致电蒋介石引咎辞职，迫使蒋介石不得不将陈继承撤职，调离华北。”8月31日傅作义四电蒋介石、翁文灏，自请处分，以平事端。9月1日《平明日报》将傅电全文刊登，直称傅电“爱青年、恤部署，一字一泪”，并发表短评为傅请辞鸣不平: “如果说他有错误，他的错误在过于仁恕。”此时华北战局蒋的嫡系力量已无法维持，全靠傅作义部维系，9月4日蒋介石复电傅作义，坚拒傅之辞职请求，“查平市七五事件之发生，显系少数奸匪份子利用群众心理，乘机躁乱，企图破坏治安，故意激成流血惨剧”。蒋介石提交“北平宣告临时戒严一案”请立法院予以追认，9月14日立法院会议上，立法委员王寒生认为“监察院已对陈继承提出纠举，并反对戒严令，如立法院追认这等于承认失职杀人的官员是对的，根据宪法总统可以颁布戒严令，但追认权在立法院”，黄宇人要求“此案即不追认，连保留也不必要”，结果立法院会议在场委员206人，赞成追认举手者仅3人，最终决定“不予追认”。蒋不得不将陈继承撤职，调离华北，青年军第208师调离北平。此次风波暂时平息。受傷學生事后也向北平地方法院提出自訴，將参议会议长许惠东列為被告。
北平七五事件后不久，中国国民党开始追查所谓操纵北平“七九”请愿游行的“学匪”，严厉镇压学生运动。中国国民党青年部部长、行政院教育部长陈雪屏奉密令成立了“清匪除奸委员会”，随即发生“八·一九”事件（又称“八·一九”大迫害、“八·一九”大逮捕），传讯、拘捕250多名东北流亡学生，送往特别刑事法庭“法办”。国立东北大学发起“一人入狱，万人坐牢”运动，私立东北中正大学等响应“非用集体力量来击退迫害不可”。北平地下党组织也开始逐步转移学生，经天津转入泊头的华北局城工部所在的解放区。中共地下学委领导的国统区的学生运动目标转变为配合中国人民解放军进军，协助中国人民解放军接管城市，学生运动由此开始进入低潮。北平七五事件因此成为中国国民党统治中国大陆史上发生的最后一次大规模学生运动。此次学生运动的性质不同于以往任何一次学潮，学生“要读书，要生存”的要求和政治关系不大，但政府方面仍按照学生政潮处理，措置失当。北平七五事件之后，一些尚对中华民国政府抱有期望的知识分子及学生深感失望，政治态度转向中国共产党方面。
“抗联”在地下当学委领导下，为争取“七·五”善后问题的合理解决，派出“南下请愿团”和“北上访问团”，分别南下南京到国民政府请愿，北上沈阳到东北同学老家揭露屠杀学生、争取社会广泛同情和支持。“抗联”经常发表文告和声明，举行记者招待会，申明学生的主张和要求，驳斥诬蔑和歪曲。“抗联”宣传部出版铅印《抗联新闻》日刊和油印的《快报》，出版《七·五》纪念册，传递消息，鼓舞同学们的情绪。“抗联”劝募委员会举办体育表演和文艺演出，广泛开展募捐活动，为东北同学募到衣服2084件，面粉3540斤，鞋502双，现款473999余万元。华北同学也积极为东北同学捐赠款项、衣物、面粉、书籍等。对捐献衣物的分配原则是“中学同学比大学同学多分，私立大学比国立大学多分”。北大医学院同学组成医疗队，为东北同学巡回看病，药品由红十字会津贴。根据北平学委的指示，北平和东北各院校地下党组织积极做东北同学的工作，北平各院校抽出部分党员、“民青”、“民联”盟员和进步学生到东北院校与东北同学交朋友、办补习班、借给进步书刊，在东北各校以进步同学为骨干，采取公开合法的形式，办各种社团、读书会、歌咏团、剧艺社、民舞社、文化服务社等群众团体，依靠左倾同学，团结中间同学，促进右倾同学的转变，积极慎重发展党员和盟员。国立东北大学在“七·五”前全校只有10名党员，10多名盟员，到北平和平解放前的5个多月时间内党员发展到50多名，“民青”盟员发展到130多名。1948年底，当局对东北来平各校在发动第二次迁校活动，地下党组织及时决定在校内举行公开投票，结果反对迁校的占压倒多数，与1948年4月第一次反迁校斗争的结果相比截然相反，力量对比发生了根本性变化。
1949年1月下旬北平和平解放后，1949年2月15日 中国人民解放军北平市军事管制委员会文化接管委员会宣布在北平的东北各院校一律返回东北解放区，正式接管在平的十所东北院校，在校学生并入其他大学。2月11日、16日彭真等先后致电中共中央及东北局，“现北平有各地流亡学校甚多，其中东北来者最多”，决定“招生委员会派人招考一部分学生外，其余送回东北”，“准备安置”。

## 纪念
1948年北平七五惨案中9人遇难，其中一名无辜商人。8名东北籍大学生安葬在位于北京市海淀区颐和园路17号的东北义园：
- 卜鸿勋：国立长白师范学院学生
- 徐国昌：私立东北中正大学先修班学生
- 吴肇泰
- 韩德林
- 孙德馨
- 杨龙云
- 贺守志
- 李福维：学生

## 延伸阅读
- 于吉楠，北平“七五”事件，中共党史资料2007年02期